# Sikkation

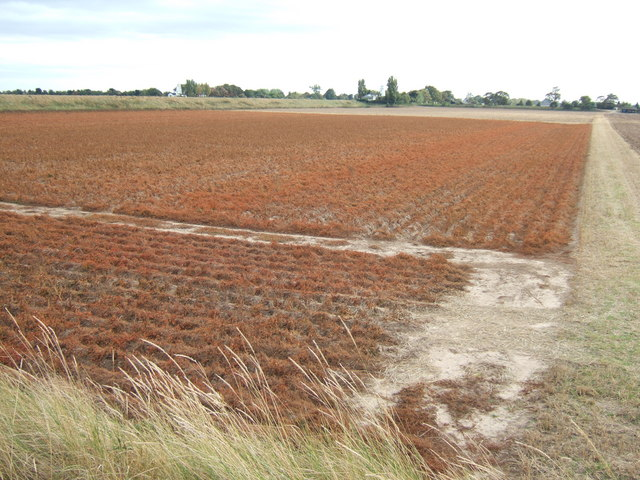
Abgetötete Kartoffelpflanzen

Sikkation (übersetzt: Austrocknung) bezeichnet einen Vorgang in der Landwirtschaft, bei dem Kulturpflanzenbestände mit Sikkanten zum Zwecke der Abreifebeschleunigung abgetötet werden.
Ein willkommener Nebeneffekt ist die gleichzeitige Abtötung von Unkräutern, deren noch grüne Pflanzenteile andernfalls mit dem Getreide abgeerntet und den Feuchtigkeitsgehalt des Ernteguts erhöhen würden.

## Anwendung
Zum Einsatz kommen vor allem Glyphosat-, Glufosinat- und Diquat-haltige Produkte, daneben auch Carfentrazon-ethyl und Pyraflufen-ethyl. Die Wasseraufwandmenge muss in Raps mindestens 400 Liter je Hektar betragen, um eine sichere Benetzung aller grünen Pflanzenteile sicherzustellen.
Durch die Sikkation von Kartoffeln wird die Abreife gefördert und damit ein früherer Erntetermin möglich. Mit zunehmender Reife verbessert sich die Schalenfestigkeit, was unbeschädigte, besser lagerfähige Ernten begünstigt. Zudem wird bei schalenfesten Kartoffeln das Risiko einer Braunfäuleinfektion gemindert. Wird die Sikkation zu früh durchgeführt, kann dies zu Ertragseinbußen führen. Um den Stärkegehalt zu überwachen, wird vor der Maßnahme regelmäßig das Unterwassergewicht kontrolliert.
Die Sikkation bei Kartoffeln dient auch der Verhinderung einer Virusabwanderung aus dem Kraut in die Pflanzkartoffeln.
Das Julius Kühn-Institut hat 2007 festgestellt, dass der Großteil der Pflanzenschutzmaßnahmen, und damit auch die Sikkation dem nötigen Maß entsprachen. Konkret war dies beim Ackerbau in 91 % und im Feldgemüsebau in 86 % der Fälle zutreffend.

## Glyphosat-Auflagen (Deutschland)
Mit Stand 2024 ist die Die Sikkation mit Glyphosat in Deutschland verboten. Bereits seit 2014 waren Spätanwendungen mit Pflanzenschutzmitteln mit dem Wirkstoff Glyphosat in Getreide nur auf solchen Teilflächen erlaubt, auf denen aufgrund von Unkrautdurchwuchs in lagernden Beständen bzw. Zwiewuchs in lagernden oder stehenden Beständen eine Beerntung sonst nicht möglich wäre. Damit sollte die Anwendung auf solche Situationen und Teilflächen beschränkt werden, in denen es um die Abwendung von Schäden geht. Für das Anwendungsgebiet „Einkeimblättrige und zweikeimblättrige Unkräuter vor der Ernte“ bedeutete das: Eine Spätverunkrautung war nicht generell als schädlich zu betrachten, sondern nur dort, wo es in lagerndem Getreide zu Unkrautdurchwuchs gekommen ist und sofern eine Beerntung ohne Unkrautbekämpfung nicht möglich ist. Entsprechend war eine Anwendung zur Sikkation nur dort erlaubt, wo das Getreide ungleichmäßig abreift und eine Beerntung ohne Behandlung nicht möglich ist, nicht jedoch zur Steuerung des Erntetermins oder Optimierung des Drusches.
Bei der Anwendung einiger Glyphosat-Produkte wurde in Bayern die Auflage erteilt, dass das Stroh nicht zur Verfütterung eingesetzt werden darf. Ursache seien laut der LfL Bedenken hinsichtlich der Toxizität von Beistoffen in der Formulierung verschiedener Glyphosat‐Herbizide, zu denen bisher noch keine konkreten Studien für die Sicherheit in der Verwertung als Futtermittel vorliegen.
Nach Angaben des Landesbetrieb Landwirtschaft Hessen bestand ein Verwendungsverbot für Glyphosat-behandeltes Getreide für Saatgut und Braugetreide.